# Културно-просветно дружество „Буф“
Културно-просветно дружество „Буф“ е неполитическа организация на македонски българи, бежанци от леринското село Буф в Торонто, Канада.
Създадено е през 1959 година в Торонто от членове на МПО „Владо Черноземски“ (Уиндзор). Паралелно с него едноименно дружество се създава и в Детройт, САЩ. Двете дружества поддържат близки връзки и участват на общи събития като пикници, танци и чествания.